# (2983) Poltava
(2983) Poltava – planetoida z pasa głównego asteroid okrążająca Słońce w ciągu 4 lat i 295 dni w średniej odległości 2,85 j.a. Została odkryta 2 września 1981 roku w Krymskim Obserwatorium Astrofizycznym w Naucznym na Półwyspie Krymskim przez Nikołaja Czernycha. Nazwa planetoidy pochodzi od Połtawy, miasta na Ukrainie. Przed nadaniem nazwy planetoida nosiła oznaczenie tymczasowe (2983) 1981 RW2.